# Aurelio Miró-Quesada
Aurelio Miró-Quesada (Lima, 1909 — Lima, 1998) foi um jornalista e historiador peruano.